# حدسية فيروزبخت

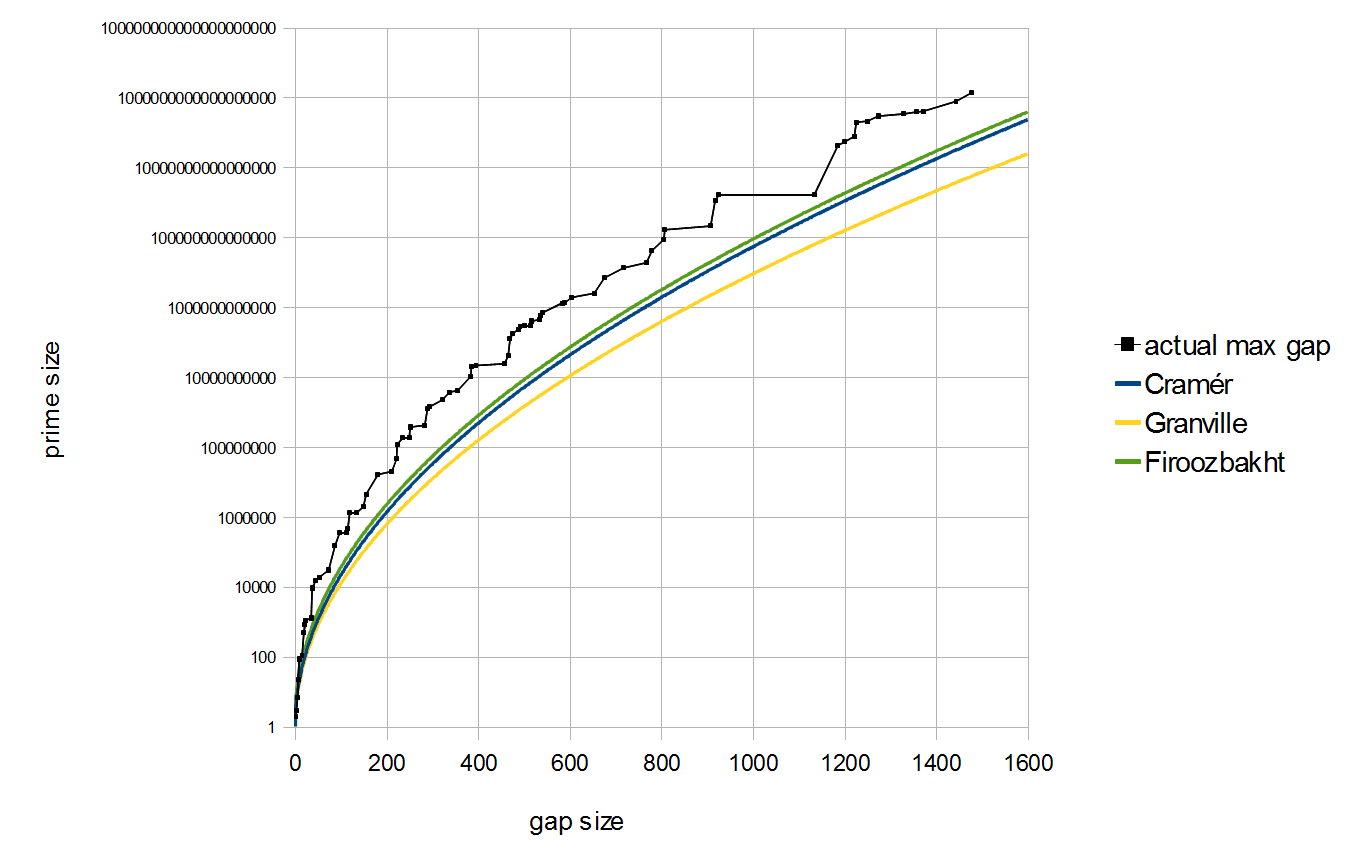
الدالة المعبرة عن الفرق بين عددين أوليين متتاليين

في نظرية الأعداد، تنص حدسية فيروزبخت على أن {\displaystyle p_{n}^{1/n}\,} (حيث {\displaystyle p_{n}\,} هو العدد الأولي الذي يأتي في الرتبة n في لائحة الأعداد الأولية) هي دالة تناقصية قطعا.
سميت هذه الحدسية هكذا نسبة إلى فریده فیروزبخت من جامعة أصفهان. حدسها عام 1982.